# 三井資長
三井 資長（みい／みつい すけなが、生没年不詳）は、鎌倉時代中期の武将。通称は三郎。長門国の守護代三井氏の一族と見られる。妻は『蒙古襲来絵詞』で知られる竹崎季長の姉。
文永の役で義弟の竹崎季長と共に蒙古軍と戦い、資長・季長と郎従3人の総勢わずか五騎で赤坂から敗走する蒙古兵を追い、祖原山から出撃した蒙古軍に突入して矢傷を負った。
季長が鎌倉の安達泰盛邸で戦功を訴えた際に、季長・資長と郎従が手傷を負った事が述べられている。

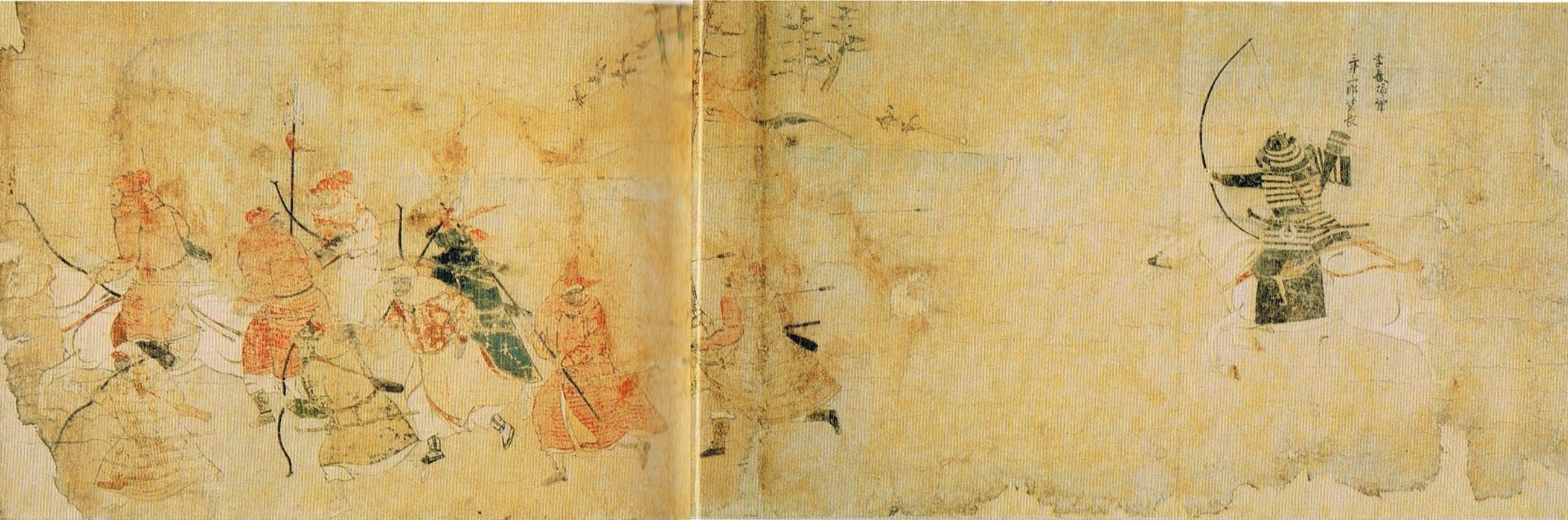
『蒙古襲来絵詞』前巻【絵六】右側の騎馬武者が三井資長